# Levelek Iris koszorújából
A Levelek Iris koszorújából Babits Mihály verseskötete.
A kötet címe jelképes értelmű és egyúttal a költő programját is jól kifejezi. Íris az istenek követe, a szivárvány, a világ sokszínűségének szimbóluma. Témák, hangnemek, versformák, korok és stílusok váltakozása, sokszínűsége jellemzi ezt a kötetet.
Három nagy verset tekinthetünk alappillérének: In Horatium (1904), Húnyt szemmel (1904), A lírikus epilógja (1904). De ezeken kívül kiemelkedőek még a Messze… messze… (1907) és a Fekete ország (1906) című versei is.

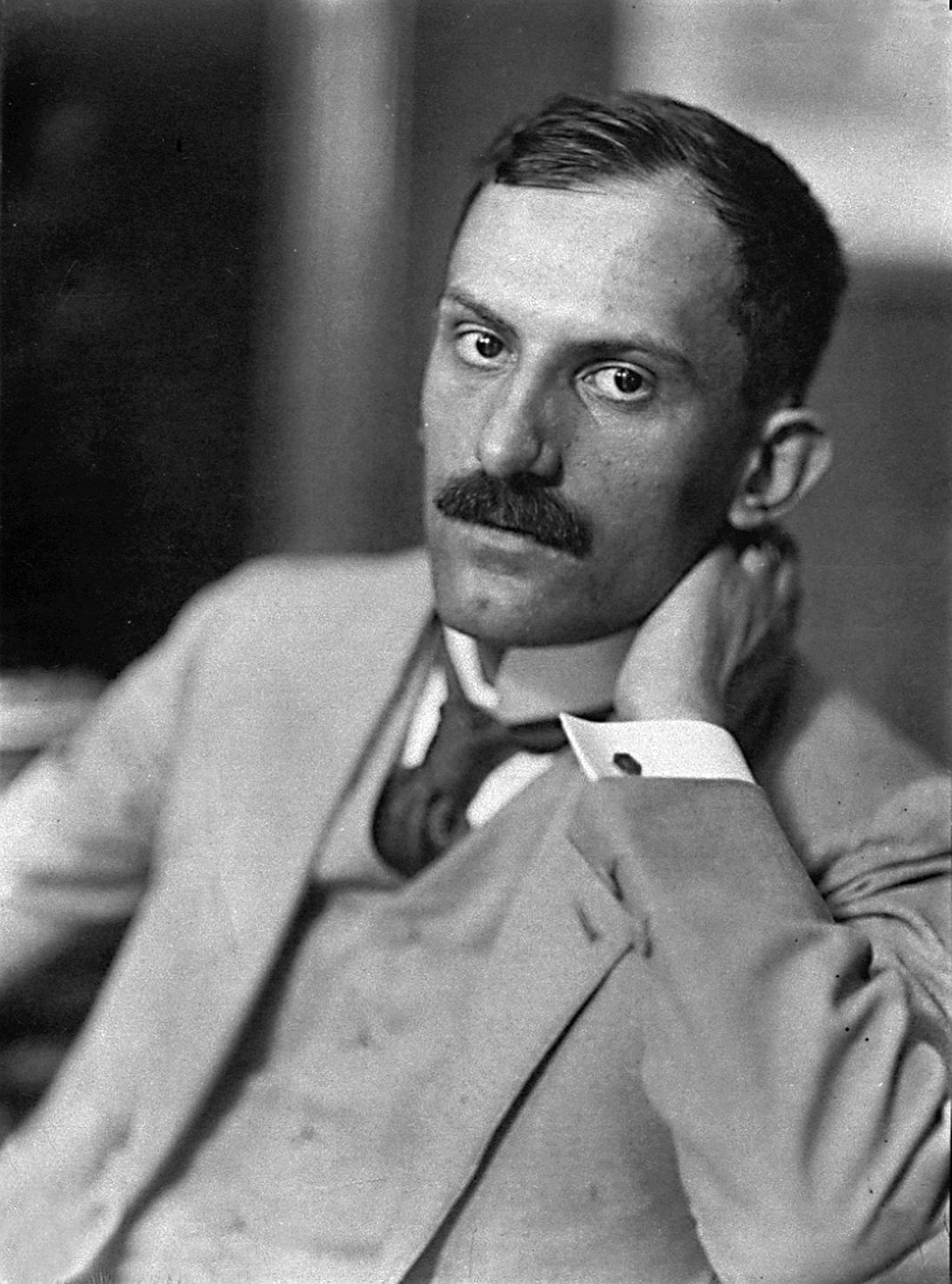
Babits Mihály (Székely Aladár felvétele)